# Projekt für den vollständigen digitalen Zugang zum Völkerbundarchiv
Das Projekt für den vollständigen digitalen Zugang zum Völkerbundarchiv (LONTAD) ist ein von privaten  Spenden finanziertes umfassendes Digitalisierungsprojekt. Es dient der Digitalisierung, der Aufbewahrung und der Bereitstellung eines Online-Zugangs zum Archiv des Völkerbundes.
Das grundlegende Ziel ist die Modernisierung des Zugangs zum Archiv für Forscher, Bildungseinrichtungen und die breite Öffentlichkeit. Das Projekt wird insgesamt 250 Terabyte Daten (beinahe 30 Millionen digitale Dateien) und über 500.000 Einheiten beschreibender Metadaten generieren. Weiter sollen die Umlagerung, die Restaurierung sowie die Aufbewahrung des kompletten Archivs (eine Aktenstrecke von nahezu 3 Kilometern) bewerkstelligt werden.
Das Projekt wird von der Abteilung Institutionelles Gedächtnis der Bibliothek des Büros der Vereinten Nationen in Genf geleitet. Es wurde 2017 begonnen und soll bis 2022 abgeschlossen werden.

## Archiv des Völkerbundes
Das Archiv des Völkerbundes besteht aus ungefähr 15 Millionen Seiten, deren Inhalt von der Gründung des Völkerbundes 1919 bis zur Auflösung der Organisation im Jahre 1946 reichen. Die Sammlung befindet sich im Genfer Büro der Vereinten Nationen und gilt als historische Sammlung.

## Projektablauf
Das Scannen der historischen Dokumente, die digitale und physische Aufbewahrung sowie der Online-Zugang des gesamten Archivs sind die Hauptziele LONTADs. In diesem Rahmen ist das Projekt in drei Phasen aufgeteilt: Vor-Digitalisierung, Scanning und Post-Digitalisierung. Jede Komponente umfasst ein eigenes spezialisiertes Team.

### Vor-Digitalisierung

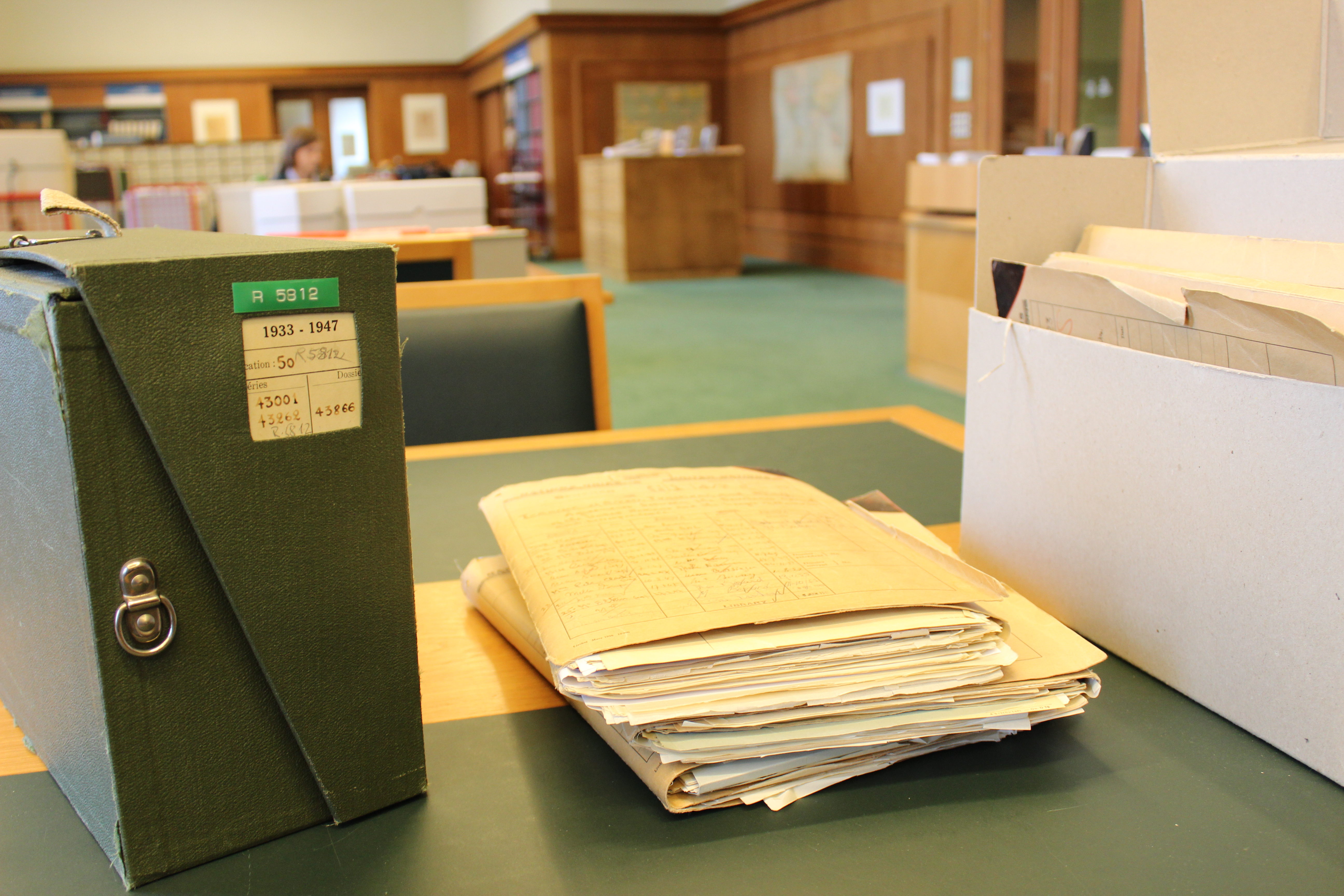
Eine Archivbox und Dokumente im Archiv des Völkerbundes. Die dunkelgrüne Archivbox ist ein original aus der Zeit des Völkerbundes. Diese Behälter werden systematisch während der Vor-Digitalisierung-Phase durch moderne säurefreie Exemplare ersetzt.

Die Aktivitäten im Bereich der Vor-Digitalisierung konzentrieren sich hauptsächlich auf die physische Vorbereitung und Konservierungsbehandlungen. Das Vor-Digitalisierungsteam führt Reparaturen von zerrissenen Dokumenten durch, lagert die Schriftstücke in neuen Archivboxen und schützt alle Fotos mit fotosicherem Aufbewahrungspapier. Die Archive werden dann gemäß den Projektstandards sortiert, klassifiziert und indiziert und im Archivverwaltungssystem inventarisiert.

### Scanning
Das LONTAD-Projekt arbeitet eng mit einem externen Anbieter zusammen, der im Bereich Digitalisierung spezialisiert ist. Overhead-Scanner, welche speziell für die Digitalisierung kulturellen Erbes konzipiert wurden, werden verwendet. Eine Masterdatei (JPEG-2000-Format) sowie eine mit optischer Zeichenerkennung (OCR) verarbeitete Konsultationsdatei (PDF) werden erstellt und an das Post-Digitalisierungsteam geliefert.

### Post-Digitalisierung
Die Hauptaufgaben der Post-Digitalisierungsphase sind die Qualitätskontrolle und die Erstellung von Metadaten. Das Post-Digitalisierungsteam führt eine Qualitätskontrolle der gescannten Bilder durch. Eine physische Kontrolle wird auch an Materialproben durchgeführt, um eine langfristige Konservierung der Dokumente sicherzustellen.
Die Metadatenerstellung besteht aus Archivbeschreibungen und Indizierungen. Die erstellten beschreibenden Metadaten sind das Schlüsselelement für den Zugriff auf die digitalen Bestände. Das Post-Digitalisierungsteam arbeitet außerdem an der Standardisierung und Dokumentation von Beschreibungsprozessen und verwendet die MoSCoW-Methode für die Qualitätskontrolle und Metadatenkorrektur.
Das Post-Digitalisierungsteam gewährleistet Online-Veröffentlichungen im digitalen Zugriffssystem, speichert die Dateien im digitalen Aufbewahrungssystem und koordiniert Kommunikationsaktivitäten auf Twitter rund um das Projektmaskottchen, Lontadinho.

## Forschungsziel
Das LONTAD-Projekt zielt darauf ab, das Archiv des Völkerbundes für Forscher weltweit zugänglich zu machen. Dies soll im Rahmen von drei Forschungszielen geschehen: Wissen erfassen und einen vollständigen Einblick ermöglichen, Archive gemäß dem ISAD (G)-Standard beschreiben und einen einheitlichen und vollständigen Zugang gewähren sowie neue Ansatzpunkte für Analysen fördern, insbesondere im Bereich der digitalen Geisteswissenschaften.